# Hedi Yahmed
Hedi Yahmed, né le 23 décembre 1974 à Gabès, est un écrivain et journaliste tunisien,.

## Biographie
Après avoir obtenu son certificat d'études spécialisées en journalisme et sciences de l'information de l'Institut de presse et des sciences de l'information, il obtient une licence de littérature arabe à la faculté des lettres et des sciences humaines de Sousse (1998), spécialisé dans l'écriture sur les libertés publiques et individuelles, la religion, l'islam politique et les causes des minorités,.
Travaillant pour de nombreux journaux et magazines, il est cité pour ses enquêtes sur les minorités, notamment la première enquête qui a révélé la réalité du bahaïsme en Tunisie. Il a également enquêté sur les minorités religieuses et sexuelles.
En 2003, il est contraint d'émigrer en France en raison de son reportage intitulé « La réforme des prisons en Tunisie » publié dans le magazine Réalités en décembre 2002. Le magazine est retiré du marché et interdit de publicité tandis que l'auteur de l'article et l'éditeur sont convoqués par le tribunal de première instance de Tunis.

## Publications
- (ar) تحت راية العقاب : سلفيون جهاديون تونسيون, Tunis, Al Diwan,‎ 2015, 243 p. (ISBN 978-9938-861-08-2).
- (ar) كنت في الرقة : هارب من الدولة الإسلامية (en), Tunis, Dar Al-Naqsh Al-Arabiya,‎ 2017, 270 p. (ISBN 978-9938-072-24-2)[7] traduit en persan[8] et adapté dans une œuvre théâtrale intitulée Fugitif de/vers l'État islamique et réalisée par Walid Daghsani[9].
- (ar) يوم جاؤوا لاعتقالي : عن السرية والمنافي وسجن المرناقية, Tunis, Arabesques,‎ 2019, 179 p. (ISBN 978-9938-073-48-5)[10].